# Monachella muelleriana
La petroica torrentera (Monachella muelleriana) es una especie de ave paseriforme de la familia Petroicidae, y única representante del género Monachella. Es endémica de Nueva Guinea y Nueva Bretaña.
Tiene descritas dos subespecies:
- M. m. muelleriana (Schlegel, 1871) - Torrentes de montaña de Nueva Guinea.
- M. m. coultasi Mayr, 1934 - Nueva Bretaña (Archipiélago Bismarck).